# Stygoides tricolor
Stygoides tricolor is een vlinder uit de familie houtboorders (Cossidae). De wetenschappelijke naam is voor het eerst geldig gepubliceerd in 1858 door Lederer.
De soort komt voor in Europa.